# Antônio (Sevriuk)
Antônio (nascido: Anton Yuryevich Sevryuk, em russo:  Анто́н Ю́рьевич Севрю́к, 12 de outubro de 1984, Tver, RSFS da Rússia, URSS) é Bispo da Igreja Ortodoxa Russa, Metropolita de Volokolamsk, Vigário do Patriarca de Moscou e Toda a Rússia, Exarca Patriarcal do Ocidente Europa, administrador temporário das paróquias do Patriarcado de Moscou na Itália, chefe do Departamento de Instituições Estrangeiras do Patriarcado de Moscou. Reitor da Igreja da Natividade de João Batista em Presnya, Moscou. Presidente do Departamento de Relações Externas da Igreja do Patriarcado de Moscou desde 7 de junho de 2022.
De 30 de maio de 2019 a 7 de junho de 2022 foi Metropolita de Quersoneso e Europa Ocidental.